# فرانس بطرس
فرانس بطرس (عربی: فرانس بطرس؛ زادهٔ ۱۴ ژوئیهٔ ۱۹۹۳) بازیکن فوتبال عراقی‌الاصل اهل دانمارک است که در پست مدافع و هافبک برای باشگاه ورزشی آرهوس بازی می‌کند.
وی همچنین در تیم‌های ملی فوتبال زیر ۲۰ سال دانمارک، زیر ۲۱ سال دانمارک و تیم اصلی عراق بازی کرده‌است و در جام ملت‌های آسیا ۲۰۱۹ نیز حضور داشته‌است.